# Villemervry
Villemervry est une ancienne commune française du département de la Haute-Marne en région Grand Est.

## Géographie
Villemervry est traversée par la Tille et la route D289A.

## Histoire

### Carte de Cassini
|  |

La carte de Cassini ci-dessus montre qu'au XVIIIè siècle, le nom de la commune actuelle n'existait pas. Trois paroisses 
distintes étaient présentes dans le secteur.
- Au nord-est, le village de La Margelle qui s'est appelé par la suite Lamargelle, puis La Margelle-aux-Bois en 1935.
- A l'est, le village de Chalmessin situé sur le rive gauche de La Tille, à proximité de sa source. Un moulin à eau symbolisé par une roue dentée Le Fourneau de Vossin Vologes devaient servir au travail du fer. Son nom est évoqué de nos jours par la Combe du vieux fourneau.
- Plus à l'est, le village de Musseau situé sur la rive droite de la Tille de Villemoron avait son église et son château. Le moulin de Musseau est représenté sur la carte.
- Au sud, deux hameaux étaient rattachés à la paroisse de Chalmessin, Villemervry sur La Tille et son moulin de Vossin, et Villemoron, sur La Tille de Villemoron, qui avait aussi son moulin à eau.

En 1789, ce village fait partie de la province de Champagne dans le bailliage de Langres.

### Biographie
Dans Le Coffret, nouvelle parue en 1903 dont l'action se déroule dans le village, l'écrivain André Theuriet de l'Académie française décrit le village et le château .

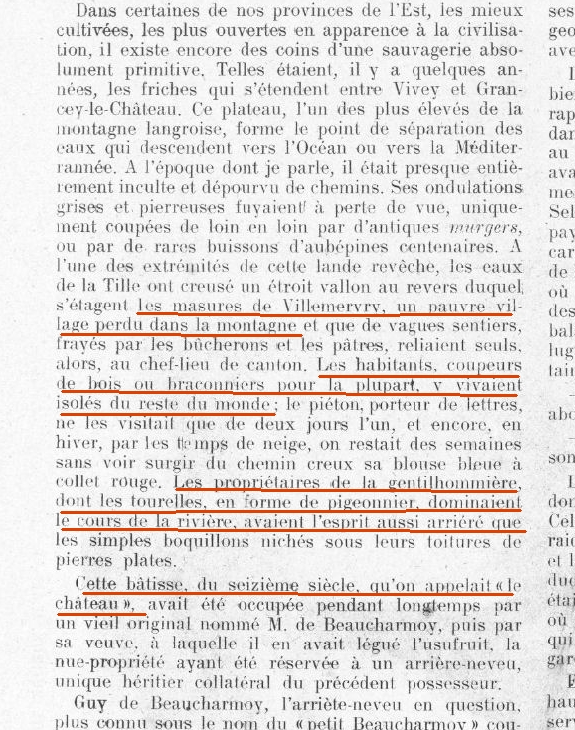
Nouvelle parue en 1903 se déroulant à Villemervry.

Le 1er mai 1972, la commune de Villemervry est rattachée à celle de Chalmessin sous le régime de la fusion-association.

## Politique et administration
| Période                                  | Période | Identité | Étiquette | Qualité |
| ---------------------------------------- | ------- | -------- | --------- | ------- |
|                                          |         |          |           |         |
| Les données manquantes sont à compléter. |         |          |           |         |

## Démographie
| 1866 | 1872 | 1876 | 1881 | 1886 | 1891 | 1896 | 1901 | 1906 |
| ---- | ---- | ---- | ---- | ---- | ---- | ---- | ---- | ---- |
| 96   | 98   | 86   | 81   | 88   | 64   | 58   | 56   | 70   |

| 1911 | 1921 | 1926 | 1931 | 1936 | 1946 | 1954 | 1962 | 1968 |
| ---- | ---- | ---- | ---- | ---- | ---- | ---- | ---- | ---- |
| 60   | 36   | 48   | 46   | 37   | 42   | 40   | 33   | 33   |

## Lieux et monuments
- Église Notre-Dame-de-l'Assomption